# 中央医療技術専門学校
中央医療技術専門学校（ちゅうおういりょうぎじゅつせんもんがっこう）は、東京都葛飾区立石にある私立専修学校。通称は「中央」（ちゅうおう）。男女共学。
診療放射線技師の教育育成を目的とし、診療放射線学科のみを設置している。
2027年度に中央医療大学に改組および神奈川県横須賀市に移転の予定（後述）。

## 設置学科
- 診療放射線学科（単科）
  - 昼間部（修業年限：3年）（入学定員：120名）
  - 夜間部（修業年限：4年）（入学定員：40名）

## 沿革
- 1959年1月 - 中央診療エックス線技師養成所設立
- 1959年4月 - 夜間部開校 修業年限2年
- 1960年12月 - 厚生省（当時）の指示により修業年限2年6ヶ月となる。
- 1971年3月 - 診療放射線技師養成所設立　（夜間部）　修業年限3年
- 1973年4月 - 診療放射線技師養成所　昼間部開校　修業年限3年
- 1976年9月 - 校名変更　中央医療技術学院
- 1981年4月 - 専修学校認可 校名変更　中央医療技術専門学校
- 1984年4月 - 夜間部　修業年限4年に変更
- 2001年4月 - 姉妹校として中央医療学園専門学校設立（柔道整復学科・鍼灸学科）
- 2006年4月 - 学科名変更　診療放射線学科
- 2021年3月 - 中央医療学園専門学校を閉校。土地建物は「学校法人平成医療学園」に譲渡[1]。
- 2024年7月 - 4年制大学への改編を目的として、神奈川県横須賀市の「横須賀リサーチパーク」内の「旧NEC・YRP技術センター」の土地建物を購入。施設をリニューアル後「中央医療大学」として2027年4月開校の予定とする[2]。

## 特色
- 校訓は「深い人類愛、強い探究心」。
- 日本でも数少ない夜間部を持つ学校である。（2012年現在）
- 52年以上の歴史があり、6500人以上の卒業生を送り出しているため、高い就職率を誇る。（全国の診療放射線技師の約10人に1人が当校の卒業生と言われる）
- 全国16箇所の同窓会ネットワークを持っている。
- 学校独自に設けている奨学金制度がある。
- 最終学年時に国家試験対策用に模擬試験をほぼ毎月実施している。（2008年度診療放射線技師国家試験合格率：83.2％）
- 最終学年時の模擬試験の結果が芳しくない場合は、就職活動制限が申し渡される。
- 大学編入や大学院進学にも力を入れている。
- 屋上にバスケットボールコートが設備されている。
- 校舎の上階に位置する一部の教室からはスカイツリーが見える。
- 既卒生に対しても図書室の本の貸し出しが許可されている。
- 国家試験浪人生（既卒生）向けに、国家試験直前対策用のセミナーが開催される。

## 部活動
- バレーボール部
- テニス部
- 野球部
- ピエゾ部
- 軽音部
- 筋トレ同好会